# Onicodistrofia
L'onicodistrofia  è un'alterazione del trofismo dell'unghia, che può riconoscere cause diverse e si manifesta generalmente con un cambiamento morfologico dell'unghia interessata. Può manifestarsi a carico di qualsiasi unghia, sia delle mani sia dei piedi.
La causa più frequente è traumatica, per esempio autoindotta da sollecitazione meccanica ripetitiva delle cuticole e della regione matriciale dell'unghia.
Nel caso dell'onicodistrofia canaliforme mediana ad esempio, sull'unghia si sviluppa una fessurazione longitudinale dalla quale dipartono ondulazioni oblique.